# 東格蘭特 (北達科他州)
東格蘭特（英語：East Grant）是位於美國北達科他州格蘭特縣的一個未組織地區。

## 地方資料
東格蘭特的面積為1943.96平方千米，當中陸地面積為1943.06平方千米，而水域面積為0.89平方千米。根據2010年美國人口普查的數據，當地共有人口540人，而人口密度為每平方千米0.28人。